# 236170 Cholnoky
236170 Cholnoky este un asteroid din centura principală de asteroizi.

## Descriere
236170 Cholnoky este un asteroid din centura principală de asteroizi. A fost descoperit pe 9 noiembrie 2005 la Piszkesteto de Krisztián Sárneczky. Asteroidul prezintă o orbită caracterizată de o semiaxă mare de 2,27 ua, o excentricitate de 0,13 și o înclinație de 4,8° în raport cu ecliptica.